# Arrondissement judiciaire d'Anvers (avant 2014)
Subdivisions
L'ancien arrondissement judiciaire d'Anvers (gerechtelijk arrondissement Antwerpen en néerlandais) était l'un des trois arrondissements judiciaires de la province d'Anvers en Belgique et l'un des cinq qui dépendaient du ressort de la Cour d'appel d'Anvers. Il fut formé le 18 juin 1869 lors de l'adoption de la loi sur l'organisation judiciaire et fait partie de l'arrondissement judiciaire de la province d'Anvers depuis la fusion des arrondissements judiciaires de 2014. 

## Subdivisions
L'arrondissement judiciaire d'Anvers était divisé en 18 cantons judiciaires,. Il comprenait 30 communes, celles de l'arrondissement administratif d'Anvers.
Note : les chiffres et les lettres représentent ceux situés sur la carte.
1. Canton judiciaire d'Anvers (Antwerpen) zone 1
      1. Partie de la ville d'Anvers (I)[5]
2. Canton judiciaire d'Anvers zone 2
      1. Partie de la ville d'Anvers (I)[6]
3. Canton judiciaire d'Anvers zone 3
      1. Partie de la ville d'Anvers (I) et section de Hoboken (VII)[7]
4. Canton judiciaire d'Anvers zone 4
      1. Partie de la ville d'Anvers (I)[8]
5. Canton judiciaire d'Anvers zone 5
      1. Partie de la ville d'Anvers (I)[9]
  2. Zwijndrecht
6. Canton judiciaire d'Anvers zone 6
      1. Partie de la ville d'Anvers (I)[10]
7. Canton judiciaire d'Anvers zone 7
      1. Partie de la ville d'Anvers (I) et section Ancienne Wilrijk (IX)[11]
8. Canton judiciaire d'Anvers zone 8
      1. Section de Berchem (II)
  2. Mortsel
9. Canton judiciaire d'Anvers zone 9
      1. Partie de la ville d'Anvers (I) et section de Borgerhout (IV)[12]
10. Canton judiciaire d'Anvers zone 10
      1. Section de Merksem (VIII)
  2. Schoten
11. Canton judiciaire d'Anvers zone 11
      1. Sections de Berendrecht-Zandvliet-Lillo (III) et Ekeren (VI)
  2. Stabroek
12. Canton judiciaire d'Anvers zone 12
      1. Section de Deurne (V)
13. Canton judiciaire de Boom
      1. Aartselaar
  2. Boom
  3. Hemiksem
  4. Niel
  5. Rumst
  6. Schelle
14. Canton judiciaire de Brasschaat
      1. Brasschaat
  2. Brecht
15. Canton judiciaire de Kapellen
      1. Kalmthout
  2. Essen
  3. Kapellen
  4. Wuustwezel
16. Canton judiciaire de Kontich
      1. Boechout
  2. Edegem
  3. Hove
  4. Kontich
  5. Lint
17. Canton judiciaire de Schilde
      1. Borsbeek
  2. Schilde
  3. Wijnegem
  4. Wommelgem
18. Canton judiciaire de Zandhoven
      1. Malle
  2. Ranst
  3. Zandhoven
  4. Zoersel